# Bernhard Martin
Thure Bernhard August Martin (i riksdagen kallad Martin i Hillebola), född 3 september 1840 i Kärrbo socken, Västmanlands län, död 13 juni 1919 i Gävle, var en svensk jägmästare och riksdagsman.
Bernhard Martin var ledamot av riksdagens andra kammare. Han var verkställande direktör 1894–1908 för Korsnäs sågverks AB.